# 克里斯蒂安·卢保亚
卢保亚（英語：Christian Noboa）是厄瓜多尔的一位足球運動員。在場上司職中场。他現在效力于俄超球隊PFC索契。他也代表厄瓜多尔國家足球隊參賽。